# Buckminster Fuller
Richard Buckminster "Bucky" Fuller (Milton, Massachusetts, SAD, 12. srpnja 1895. – Los Angeles, 1. srpnja 1983.) je bio američki arhitekt, dizajner, filozof, izumitelj i pisac.
Napisao je dvadeset i osam knjiga, u kojima je iznosio svoje ideje i poglede na svijet, te popularizirao pojmove kao što su „efemeralizacija” (ideja da tehnološki napredak omogućuje da se „čini sve više sa sve manje”) i „sinergetika” (empirijska metoda pručavanja naizgled nepovezanih znanosti). Bio je zaokupljen egzistencijalnim pitanjima i načinima poboljšanja kvalitete života. Mnogo je puta proputovao svijet i održao brojna predavanja. Njegovi izumi s područja arhitekture i dizajna, često su bili ispred svoga vremena. Poznat je kao veliki zagovornik geodezijskih kupola koje je smatrao rješenjem za urbanističke, ekološke i druge probleme budućeg svijeta.

## Život i djelo
Fuller je bio jedan od četvero djece bogate obitelji trgovca kožnom, Richarda Buckminstera Fullera (čija tetka je bila Margaret Fuller, istaknuta aktivistica za ženska prava i predstavnica književnog transcendentalizma) i njegove supruge Caroline Wolcott Andrews. Njegov bratić je bio novinar i književnik John Phillips Marquand, koji je 1938. osvojio i Pulitzerovu nagradu za svoj roman „Pokojna Gđa. Apley”.
God. 1912. upisao se na Sveučilište Harvard, ali je dva puta izbačen; najprije jer je potrošio sav svoj novac u zabavi s vodviljskom skupinom, a poslije zbog „neodgovornosti i nezainteresiranosti”. Prema njegovom kasnijem pojašnjenju, Fuller je bio neprilagođeni nekonformist u okružju bratstava. Napustio je svoj posao mehaničara i postao marinac, te je služio kao radio operator u Prvom svjetskom ratu.
God. 1914. upoznao je Anne Hewlett (1896. – 1983.), kćerku uglednog njujorškog arhitekta Jamesa Monroa Hewletta. Vjenčali su se u New Yorku 12. srpnja 1917., kada mu je bilo 22 godne. Imali su dvije kćeri, Alexandru (1918. – 1923.) i Allegru (* 1927.). Alexandra je preminula s četiri godine od dječje paralize i leđnog meningitisa. Allegra Fuller Snyder je kasnije osnovala odbor direktora Instituta Buckminster Fuller i postala je njegova predsjednica.
God. 1927., u 32. godini, bio je blizu bankrota, bez posla, i na rubu samoubojstva. Tada je odlučio uzeti svoj život kao eksperiment u kojemu će saznati kako jedna osoba može promijeniti svijet za dobrobit čovječanstva. Počeo je pisati potpuno iskren dnevnik koji je vodio sljedećih pola stoljeća.
Nakon nekoliko poslova u industriji, uključujući i položaj u izvoznom odjelu tvrtke za preradu mesa, počeo je raditi kao arhitekt. U kasnim dvadesetim je postigao određeni uspjeh svojim građevinskim projekatima koje je nazvao Dymaxion, dizajni koji su imali energetske i/ili materijalne učinkovite strukture. Njegov automobil, kupaonica, kuća i dr., koji su slijedili, su svi patentirani i djelomično zaštićeni logom Dymaxion.
Fuller je ostvario svjetsku slavu svojim geodezijskim kupolama koje su podizane na izložbama, u znanstveno-fantastičnim filmovima ili kao dio vojne opreme (radarska kupola). Najpoznatija biosfera mu je bila izložbeni paviljon Sjedinjenih Američkih Država na Svjetskoj izložbi 1967. god. u Montrealu, tzv. Montrealska biosfera. Ovaj dizaj i način gradnje su kopirali brojni arhitekti i graditelji (npr. Eurosat u Rustu, ). Oni se temelje na razvoju jednostavnih geometrijskih primitiva (tetraedar kao trostrani simpleks, oktaedar i gusto pakiranje sfera), te su izuzetno stabilne tako da se mogu izgraditi uz minimalan napor materijala. Dizajn je načelno patentirao 1954. god. Fuller je također bio jedan od prvih koji je djelovanje prirode vidio kao kontinuirane sustavne interakcije među ekonomskim načelima (materijalna i energetska učinkovitost i povezana tendencija efemeralizacije). Drugi njegov važan aspekt je bilo otkriće iskoristive sinergije, termin koji je on oblikovao.
Radio je kao dizajner, znanstvenik, istraživač, programer i pisac, koji je širio svoje rane globalističke i kozmičke perspektive, kao npr. u „Priručniku za svemirski brod Zemlju” (Operating Manual for Spaceship Earth). Uz pitanje „integralne funkcije čovjeka u svemiru”, on je postavio pitanje o značenju ljudskog života u modernom dobu. U svojim poznim godinamarazvio je metode i tehničke dizajne u pokušaju ostvarivanja ekonomskih načela u području tehnologije, kako bi se izbjegao "kozmički bankrot" ljudskih resursa za održivi razvoj, čime bi se očuvala civilizacija. U tu svrhu je promovirao „Svjetsku igru”, koja je za razliku od igara koje simuliraju sukobe (kao npr. Rizik (igra)), želio pokazati kako praktički spontano suradnja može poboljšati život svih ljudi na planetu.
R. Buckminster Fuller je umro 1983. god. u Los Angelesu, samo 36 sati prije njegove supruge, Anne, koju je u tom trenutku posjetio u bolnici. Pokopani su zajedno na groblju u Cambridgu, Massachusetts.

## Vanjske poveznice
- The Estate of R. Buckminster Fuller
- Buckminster Fuller Institute